# مارتا برونيت

مارتابرونيت1897-1967

مارتا برونيت (Marta Brunet)؛هي كاتبة تشيلية ؛ولدت يوم 9 أغسطس 1897 في تشيلي ؛وتوفيت في يوم- 27 أكتوبر 1967 في مونتيفيديو.

## الحياة والعمل
كانت الابنة الوحيدة من أمبروسيو برونيت موليناAmbrosio Brunet Molina وزوجته الاسبانية ماريا بريسنتاسيون كرافيس دي كولوسياMaría Presentación Cáraves de Colosia. كانت سنواتها الأولي من الحياة في fundo في بلده ارسيلا Ercilla، بالقرب من فيكتوريا Victoria، في مقاطعه ماليكوprovincia de Malleco ، في جنوب تشيلي .تعلمت مارتا إلى حد كبير في المنزل من قبل المعلمين. في سن المراهقة سافرت إلى أوروبا مع والديها وتأثرت من قبل المؤلفين هناك.في عام 1912. بعد وصول الحرب العالمية الأولى عادو غلى تشيلي.
في عام 1923 كانت أول رواية لهاMontaña adentro ؛في 1924 توفي والدها ؛و بإضراب والدتها العقلي نأت بنفسها للأدب والنشر . بحلول عام 1929 انتقلت إلى سانتياغو ونشر قصصها في الصحف وفي عام 1933 حصلت على جائزة الرواية لجمعية كتاب تشيلي. بدأت تشرك في كتاباتها الحياة الحضرية أكثر بعد هذا وعملها عام 1946 Humo hacia el sur، الذي يشمل المجتمع الحضري، كان واحدا من أكثرها شهرة.
- في وقت لاحق أصبحت السكرتير الثاني للسفارة التشيلية، ولكن قدمت الاستقالة .
- في حياتها المهنية ككاتب كانت قد حصلت على العديد من الجوائز بما في ذلك الجائزة الأدبية الوطنية في عام 1961.

```
تم تعيينها ملحق ثقافي من السفارة الشيلية في 
البرازيل
. وفي كانون الأول / ديسمبر من نفس العام، عينت بالملحق الثقافي لسفارة تشيلي في أوروغواي.
[
4
]
```

توفيت في مونتيفيديو (أوروغواي) في 27 أكتوبر 1967، من دون أحفاد. في وصيتها، عينت جامعة تشيلي وريثا عالميا لممتلكاتها.

## أعمالها

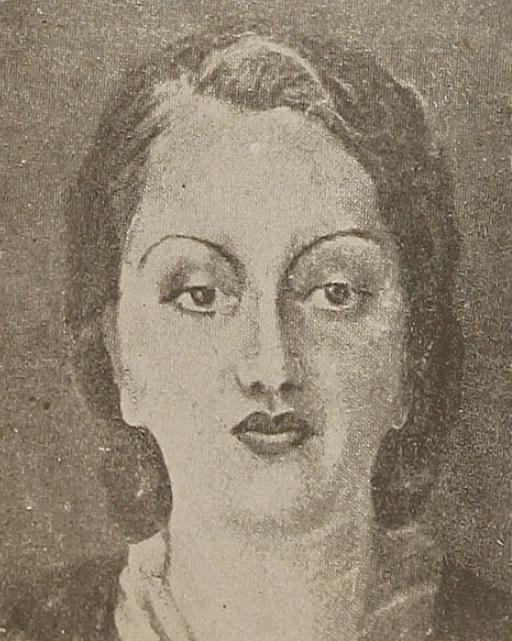
Marta Brunet 1943

وقد تبرعت بحقوقها (1964)، إلى جامعة تشيلي Universidad de Chile، وهي مؤسسة مسؤولة عن نشر إرثها الأدبي والوطني. بيت الدراسات لديه موقع الكتروني وهو www.brunet.uchile.cl4 حيث أنه من الممكن الاطلاع على قصصها والروايات، بالإضافة إلى الدراسات والملاحظات والمراجع حول عمل المؤلف.

### روايات
| السنة                              | العمل   |
| ---------------------------------- | ------- |
| Montaña adentro,                   | 1923.   |
| Bestia dañina,                     | 1926.   |
| María Rosa, flor de Quillén,       | 1927.   |
| Bienvenido,                        | 1929.   |
| Reloj de sol,                      | 1930.   |
| Cuentos para Marisol,              | 1938.   |
| Aguas abajo                        | , 1943. |
| Humo hacia el sur,                 | 1946.   |
| La mampara,                        | 1946.   |
| Raíz del seño,                     | 1949.   |
| María Nadie,                       | 1957.   |
| Aleluyas para los más chiquititos, | 1960.   |
| Amasijo,                           | 1962.   |
| Obras completas,                   | 1962.   |
| Soledad de la sangre,              | 1967.   |

### قصص
- Aguas abajo
- Raíz del sueño؛[5]
- Reloj de sol
- Solita sola
- Aleluyas para los más chiquititos
- Cuentos para Marisol؛[6]
- Las historias de mamá Tolita
- Otros cuentos